# Jetel ostuda Ponertova
Jetel ostuda Ponertova či jetel hanba Ponertova (Trifolium infamia-ponertii) je druh jetele (Trifolium) s výskytem ve Středomoří. Jeho jméno odkazuje na Jiřího Ponerta, českého botanika, který popsal nové rostlinné druhy způsobem, který byl v rozporu s etikou vědecké práce.

## Popis
Jetel ostuda Ponertova je 10–20 cm vysoká rostlina s na bázi se větvícím stonkem, který je pokrytý přilnavými chlupy. Listy jsou složeny z trojice eliptických až kopinatých lístků. Květy jsou uspořádány do 2–8 cm dlouhých hlávek, které jsou místěné na koncích jednotlivých větví. Kališní lístky šídlovitého tvaru jsou vzájemně srostlé a zpravidla přesahují svojí délkou korunu. Koruna dorůstá délky okolo 1 cm a je růžové barvy. Plodem je lusk obsahující jedno či dvě semena.

## Rozšíření
Jetel ostuda Ponertova se přirozeně vyskytuje v celé oblasti Středomoří.

## Původ názvu
Jetel ostudu Ponertovu popsal jako samostatný druh německý botanik Werner Greuter roku 1976. Jím zvolené druhové jméno infamia-ponertii, které lze do češtiny přeložit jako „ostuda Ponertova“, naráží na botanika RNDr. Ing. Jiřího Ponerta, DrSc. (18. května 1937 – 28. srpna 2017).
Jiří Ponert byl původem český badatel, působil hlavně v Gruzii v bývalém Sovětském svazu. V roce 1973 uveřejnil popisy 254 nových rostlinných druhů či poddruhů z Turecka. O dva roky později si švýcarský botanik Hubert Morat povšimnul, že Ponert veškeré své popisy založil na díle Flora of Turkey z roku 1970, v němž jeho autor Peter H. Davis uvádí přehled turecké květeny, přičemž u několika druhů upozorňuje na existenci populací s atypickými znaky, jejichž taxonomickou hodnotu je třeba podrobit dalšímu výzkumu. Ponert dle něj takový výzkum neprovedl a jednotlivé taxony, které popsal, prý asi ani na vlastní oči neviděl (většina těchto taxonů tak ani není v současnosti přijímána). Takové jednání (uveřejnění výsledků bez předchozího studia) je z hlediska etiky ve vědě považováno za nepřijatelné. Na tuto skutečnost pak záhy upozornil zmiňovaný W. Greuter popisem druhu jetel ostuda Ponertova.